# كووبجك
كووبجك (بالإنجليزية: Kołobrzeg)‏ هي urban municipality of Poland تقع في بولندا في Kołobrzeg County.[بحاجة لمصدر] يقدر عدد سكانها بـ 44,794 نسمة ومساحتها 25.67 كم2 .

## المدن التوأمة
مدن بارت (ألمانيا)، باد أولدزلوه، Bezirk Pankow، كوكلبرغ ‏، فلونيكا، لاندسكرونا، Nexø، Nyborg، بوري (فنلندا)، Simrishamn، فيودوسيا وSimrishamn Municipality هي مدن توأمة لـكووبجك.

## معرض صور

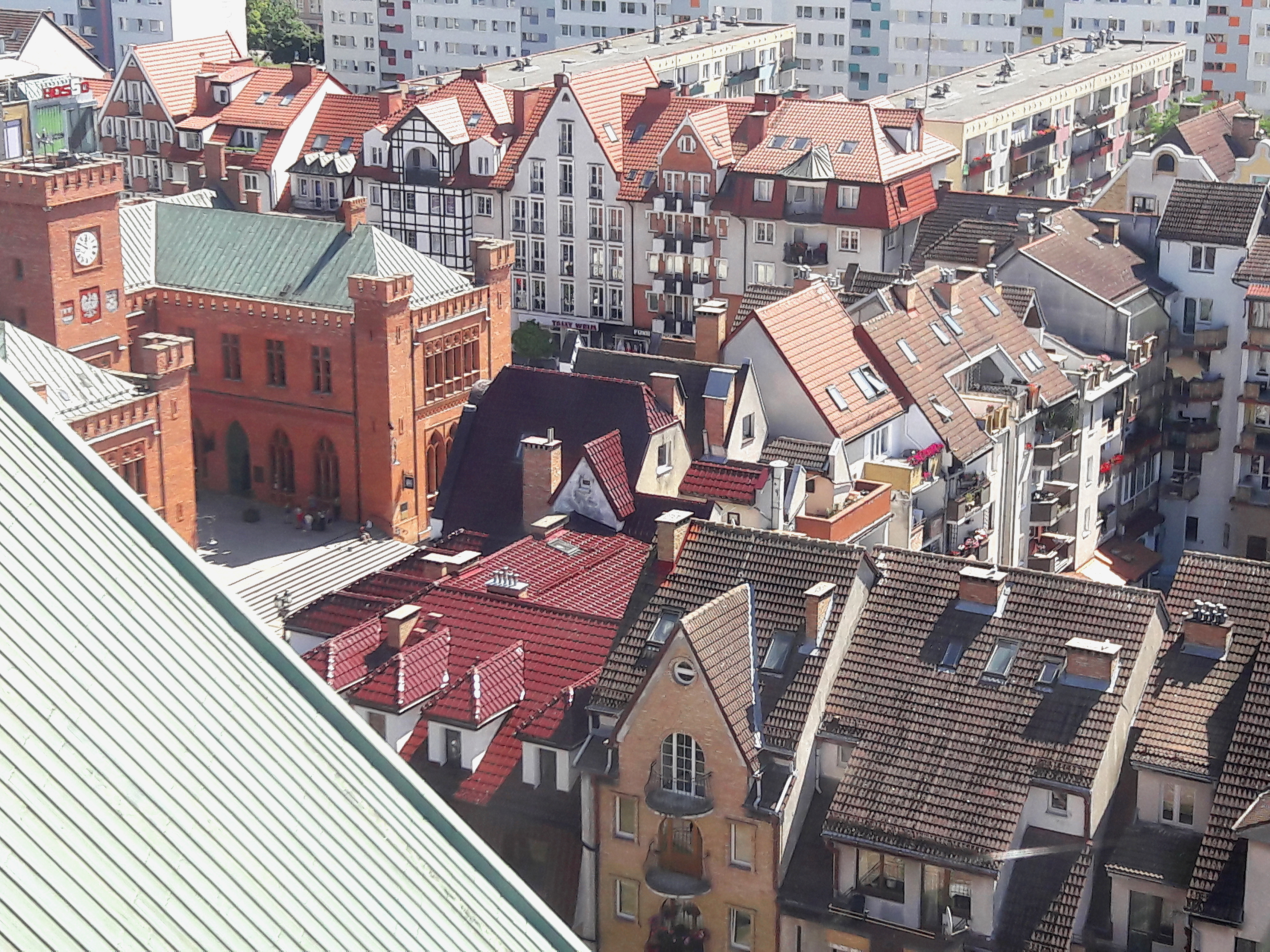
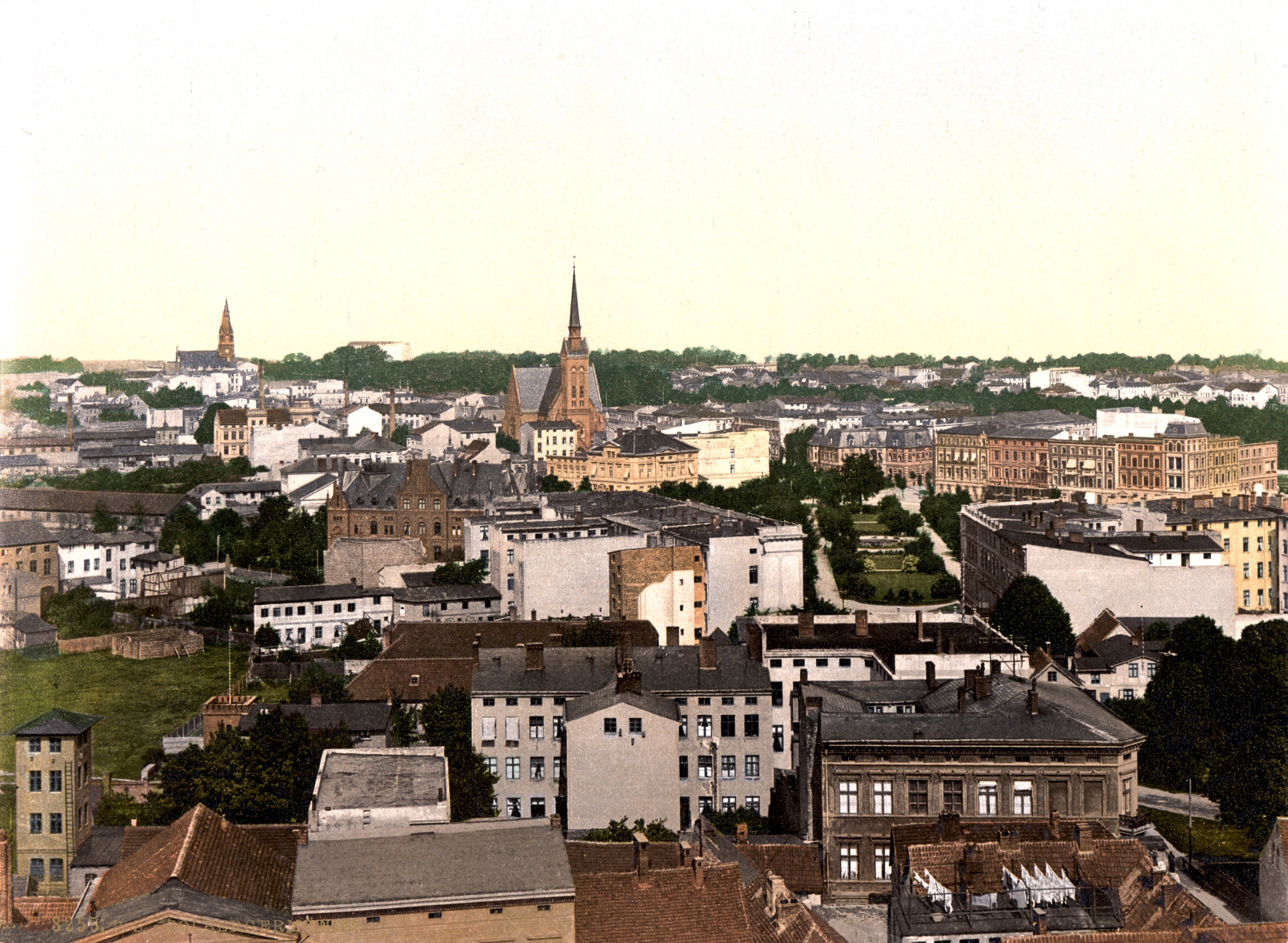
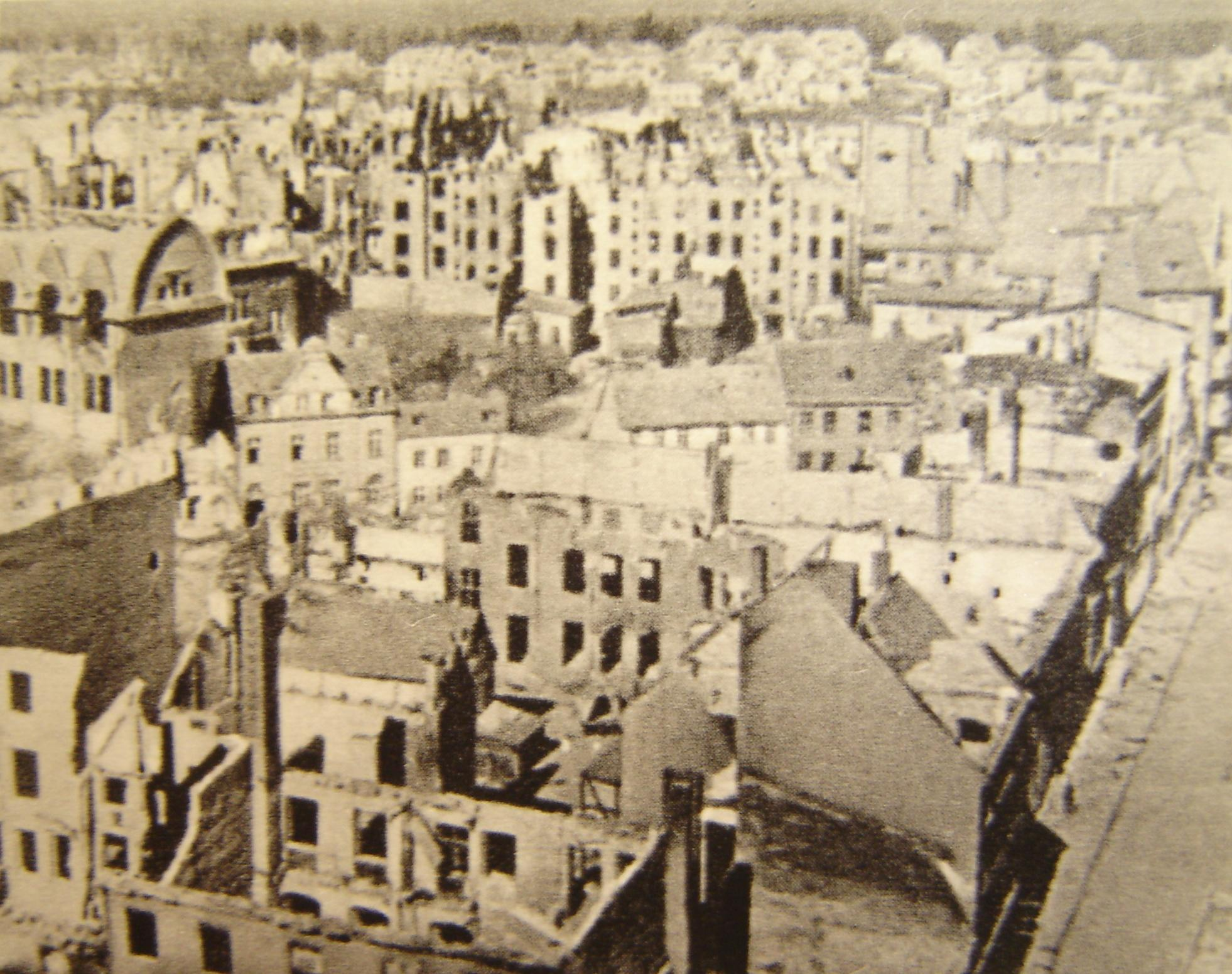

## أعلام
- فيرنر كروغر
- ماغنوس هيرشفلد
- ايكون كرينز
- ألبرت مارت
- ماكس سيمون